# Matokit
Matokit je pohoří v jižním Chorvatsku, nacházející se na území Splitsko-dalmatské župy. Jde o nejjižnější hřbet pohoří Vrgorsko gorje, nacházející se přímo nad městem Vrgorac. Název Matokit pochází z latinského názvu Monte Acutum, znamenajícího ostrá hora.
Nejvyšším vrcholem je skalnatá hora Sveti Rok, vysoká 1 062 m, na níž se nachází pozůstatky bývalé kaple svatého Rocha. Dalšími vrcholy jsou Zagon (920 m), Kota 900 (900 m), Umac (650 m) a Budim (497 m).
Na Matokitu rostou lesy s habry a duby. Roste zde např. habrovec habrolistý a velké množství endemických rostlin.